# John T. Andrews (Geologe)
John T. Andrews  (* 8. November 1937 in Millom, Cumbria) ist ein britischer Geologe und Arktisforscher.
Andrews studierte an der University of Nottingham mit dem Bachelor-Abschluss 1959 und an der McGill University mit dem Master-Abschluss 1961. Danach forschte er bis 1968 für die kanadische Regierung. 1965 wurde er an der University of Nottingham promoviert. 1968 wurde er Associate Professor und 1972 Professor an der University of Colorado, an der er 2003 emeritiert wurde. Danach war er am Institute for Arctic and Alpine Research (INSTAAR) der University of Colorado.
Er befasst sich mit glazialen marinen Prozessen in der Arktis (besonders Island, Grönland, Nordost-Kanada), Paläozeanographie der Arktis und der Entwicklung großer Eisschilde im Quartär und untersuchte Heinrich-Ereignisse und andere abrupte Ereignisse und untersuchte dazu Sedimente aus der Baffin Bay und Labrador-See in hoher Auflösung zum Beispiel mit Röntgenbeugung.
Er ist Mitherausgeber der Zeitschriften The Holocene, Quaternary Science Reviews und Journal of Quaternary Research.
2016 erhielt er die Penrose-Medaille. Er ist Fellow der American Association for the Advancement of Science, der Geological Association of Canada, des Arctic Institute of North America, der American Geophysical Union und der Geological Society of America. Er ist Mitglied der Norwegischen Akademie der Wissenschaften.
1978 erhielt er einen Ehrendoktor (D.Sc.) der University of Nottingham.